# Mutation (droit)
Pour les articles homonymes, voir Mutation.
En droit, la mutation d’un bien immeuble est son changement de propriétaire, soit par la mutation de l'histoire du droit vente, soit par héritage, soit par don, ou autre.

## Histoire
Dans la société féodale, le droit de mutation est versé au suzerain par le vassal qui hérite d’un fief. Il peut être :
- fixe : on a alors le quint et requint (le cinquième de la valeur du bien), le rachat ou relief (le vassal rachète ou relève le fief qui est tombé, du fait de la mort de son prédécesseur), ou alors une somme équivalente à une année de revenus du fief ;
- variable : on dit que le fief est rachetable « à merci », c’est-à-dire que le montant du rachat est fixé librement par le suzerain (cas en Poitou par exemple[1]).

En cas d'échanges d'immeubles contre des rentes constituées, le lods et ventes, ou droit de 8 %, ancêtre du droit de mutation, bénéficiait d'une exonération exceptionnelle.
Plus tard, ce droit féodal s’est transplanté au Québec, avec le plus souvent des droits fixés à l’avance.

## En France
Les mutations d'immeubles donnent lieu à la perception de droits au profit de l’État :
- s'il s'agit de mutations « à titre onéreux » (achats), ces droits sont dits « taxe de publicité foncière », lorsque les formalités de l’enregistrement et de la publicité foncière sont fusionnées ; « droit d'enregistrement » dans le cas contraire (ventes par adjudications judiciaires, ventes portant à la fois sur des immeubles et des meubles) ;
- s'il s'agit de mutations « à titre gratuit » (donations, legs ou successions), pour lesquelles les formalités de l'enregistrement et de la publicité foncière ne sont pas fusionnées, ces droits sont dits « droits de mutation ».

La personne redevable de ces droits est celle qui entre en possession de l'immeuble, c'est-à-dire l'acheteur, le donataire ou l’héritier.
En France, le délai de prescription en matière de droits de mutation est de six ans. Ils sont enregistrés par les services de publicité foncière.

## Sources